# Charles de Lint
Charles de Lint (ur. 22 grudnia 1951 w Bussum) – kanadyjski pisarz fantasy oraz muzyk grający celtycką muzykę ludową.
Wyemigrował do Kanady, gdy miał cztery miesiące. Aktualnie mieszka w Ottawie. Opublikował trzy powieści pod pseudonimem Samuel M. Key, które później wydał również pod własnym nazwiskiem.
Często wymieniany jest, obok Terri Windling, jako twórca nurtu fikcji mitycznej (ang. mythical fiction), który jest czymś pomiędzy literaturą fantasy a magicznym realizmem. Jest to kwestia dyskusyjna, jako że John Crowley poprzedza de Linta z powieścią Małe, duże, która została opublikowana w 1981 roku i rok później otrzymała Nagrodę World Fantasy za połączenie klasycznej fantasy z kulturą współczesną. Jakkolwiek by nie było, zasługą de Linta odpowiedzialny jest spopularyzowanie tego nurtu, który jest również znany jako mit miejski lub miejska fantasy. Utwory de Linta nazywane są „fantasy dla ludzi, którzy zwykle nie czytują fantasy”.
Akcja wielu z jego późniejszych powieści i opowiadań umiejscowiona jest na terenie lub w pobliżu mitycznego Newford, miasta w Ameryce Północnej, pojawia się w nich również wiele stałych postaci. Charles de Lint otrzymał wiele nagród, w tym Nagrodę World Fantasy w 2000 roku dla Moonlight and Vines za najlepszy zbiór opowiadań. Opublikował też, wspólnie z Charlesem Vessem, książkę dla dzieci, Circle of Cats.
Prócz tego, że jest autorem wielu powieści i opowiadań, de Lint jest też poetą, muzykiem, artystą, znawcą folkloru i krytykiem literackim.
W Polsce jego opowiadania ukazały się w Feniksie i Nowej Fantastyce.